# EDCG Marambaia (L-20)
O EDCG Marambaia (L-20) é uma embarcação de desembarque geral pertencente à Marinha do Brasil. Anteriormente denominado CDIC Hallebarde, foi comprado da Marinha Francesa junto do NDM Bahia e outros dois navios, sendo comissionado na frota em 1 de novembro de 2016. O navio é signitificamente maior que suas contrapartes (EDCG Camboriú e sua respectiva classe por exemplo), medindo 59 metros de comprimento e 11,9 metros de boca, podendo transportar 380 toneladas de equipamento, deslocando por consequência 751 toneladas à plena carga e aproximadamente metade disso em capacidade padrão.